# 拉泰拉斯
拉泰拉斯（法語：La Terrasse，法語發音：[la tɛʁas]）是法国伊泽尔省的一个市镇，属于格勒诺布尔区。

## 地理
拉泰拉斯（45°19'25"N, 5°55'52"E）面积9.47 平方千米，位于法国奥弗涅-罗讷-阿尔卑斯大区伊泽尔省，该省份为法国东南部内陆省份，北起顺时针与安省、萨瓦省、上阿尔卑斯省、德龙省、阿尔代什省、卢瓦尔省和罗讷省。
与拉泰拉斯接壤的市镇（或旧市镇、城区）包括：贡斯兰、兰班、唐桑、勒图韦、小岩高原镇。

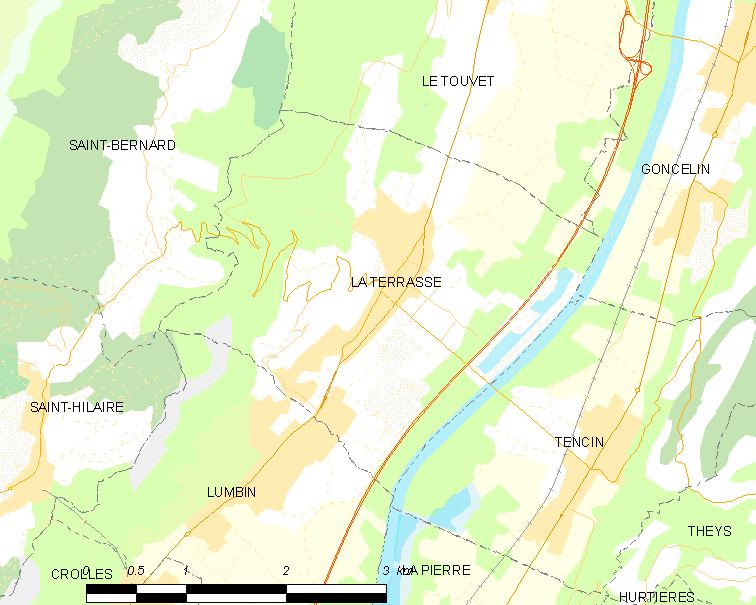
拉泰拉斯的OSM定位图

拉泰拉斯的时区为UTC+01:00、UTC+02:00（夏令时）。

## 行政
拉泰拉斯的邮政编码为38660，INSEE市镇编码为38503。

## 政治
拉泰拉斯所属的省级选区为中格雷西沃当县。

## 人口

1962-2008年间拉泰拉斯人口变化图示

拉泰拉斯于2022年1月1日时的人口数量为2463人。